# Seisan
Seisan (十三 ou 十三歩) é um kata do caratê original do estilo Naha-te, sendo adaptado pelos mestres de Oquinaua desde uma forma mais vetusta oriunda dos estilos de chuan fa da China, onde seria era chamado de Shí sān shǒu (em chinês: 十三手). Por outro lado, a despeito de suas características com movimentos circulares, havia versões contemporâneas do kata em Shuri.

## História
Não há ligação explícita entre o kata Seisan de Oquinaua e a China, posto que haja formas correlatas praticadas naquele país. Porém, conjecturas apontam nesse sentido, por exemplo, desde o seu nome em chinês, sugere-se, como é propalado nos estilos de caratê, que o kata é combinação de treze técnicas.
A forma seria oriunda do estilo da «Garça branca» de kung fu, da província de Fujian.
O Kata Seisan já era conhecido em Oquinaua e praticado também em Shuri. Uma versão mantém-se no estilo Shorin-ryu. No estilo Shotokan, o kata é chamado de Hanguetsu.
O exercício recebe por vezes a alcunha de «kata universal», porque, posto que seja tido como originário do Naha-te, estilo que se acredita praticar a forma mais antiga, há também versões praticadas dentro dos estilos Tomari-te e Shuri-te. A despeito de tal fato, realmente o estilo Shotokan, que é verdadeiramente uma evolução do Shorin-ryu e consequentemente do Shuri-te, tem sua variante.

### Hangetsu
No estilo Shotokan é conhecido como Hangetsu (半月, meia lua). Considera-se que este kata diverge em sua formatação (com sua execução moderada e controlo da respiração) dos outros do estilo, que muitas vezes é visto como uma evolução do estilo Shorin-ryu. Tem-se explicado isso pelo facto de o mestre Gichin Funakoshi ter treinado com Seisho Aragaki, um expoente dos estilos Naha-te e Goju-ryu.

## Características
O kata compila oito movimentos defensivos e cinco ofensivos e, entre a execução de uma e outra, as sequências possuem bastante contraste, no fito de realçar a adaptabilidade do lutador, com transições entre ligeiro e lento.
As técnicas rápidas e lentas, com eventuais explosões de energia, estão estabelecidas para serem executadas com o menos esforço possível, a fim de concentrar a força no exato ponto de impacto, quando são visados os pontos mais vulneráveis.